# Рассказы южных морей
«Рассказы южных морей» (англ. South Sea Tales, название также переводилось как «Рассказы южного моря» и «Сказки южных морей») — сборник рассказов Джека Лондона, впервые изданный в 1911 году. Действие большинства рассказов происходит на островах южной части Тихого океана или на морских судах.

## Состав
- Дом Мапуи (The House of Mapuhi, 1908)
- Зуб кашалота (The Whale Tooth, 1908)
- Мауки (Mauki, 1908)
- Ату их, ату! (Yah! Yah! Yah!, 1908)
- Язычник (The Heathen, 1908)
- Страшные Соломоновы острова (The Terrible Solomons, 1908)
- Неукротимый белый человек (The Inevitable White Man, 1908)
- Потомок Мак-Коя (The Seed of McCoy, 1909)

## Публикации на русском языке
Впервые сборник был полностью издан в девятом томе четырнадцатитомного собрания сочинений в 1961 году вместе с двумя другими сборниками Лондона. В дальнейшем он неоднократно переиздавался, в том числе и с новыми переводами рассказов.